# Dorika rosario
Dorika rosario är en fjärilsart som beskrevs av Barnes 1904. Dorika rosario ingår i släktet Dorika och familjen nattflyn. Inga underarter finns listade i Catalogue of Life.